# The Monsters & Strangerz
The Monsters & Strangerz es un colectivo de compositores y productores establecido en Miami. Está conformado por Alexander «Eskeerdo» Izquierdo, Stefan Johnson y Jordan K. Johnson, y por Marcus «Marc Lo» Lomax y Clarence Coffee Jr. como The Strangerz.
En 2011 trasladaron sus operaciones a Los Ángeles. Han trabajado con artistas como Maroon 5, Camila Cabello, Halsey, Zedd, Rihanna, Nick Jonas, Selena Gomez, Britney Spears, Demi Lovato, Dua Lipa, Kanye West y Jason Derulo, entre otros.

## Historia
The Monsters se formó como equipo en 2008, cuando Stefan Johnson empezó a trabajar como ingeniero para el artista y compositor de Miami Alexander «Eskeerdo» Izquierdo. Por aquel entonces, Johnson era un ingeniero que trabajaba con grandes artistas como Rick Ross, Pitbull y Sean Combs. Poco después de conocerse, Eskeerdo y Johnson, junto con su hermano y productor Jordan Johnson, formaron el colectivo The Monsters.
The Strangerz se conocieron a través de un amigo común en el instituto a principios de 2005. Marcus «MarcLo» Lomax es hijo de un pastor y multiinstrumentista; comenzó su carrera musical en la banda de la iglesia de su padre. Clarence Coffee Jr. es hijo de un cantante de góspel; creció perfeccionando sus voces y melodías tras inspirarse en la pasión de su familia por la música.
The Monsters & Strangerz se conocieron a finales de 2010, y lograron su primer gran éxito internacional con «The Middle», de Zedd.
El grupo colabora frecuentemente en la composición y producción de canciones con el cantautor, rapero y productor estadounidense Jon Bellion, con quien empezaron a trabajar en 2018.

## Discografía
| Título                                                     | Año  | Artista(s)                          | Álbum                                   | Miembro(s)           |
| ---------------------------------------------------------- | ---- | ----------------------------------- | --------------------------------------- | -------------------- |
| "Big Nut Bust"                                             | 2010 | Big Sean                            | Finally Famous Vol. 3: Big              | Producción solamente |
| "Million Dollar Girl" (featuring Keri Hilson y Diddy)      | 2010 | Trina                               | Amazin'                                 | Producción solamente |
| "Showing Out"                                              | 2010 | Trina                               | Amazin'                                 | Producción solamente |
| "Louder"                                                   | 2012 | Flo Rida                            | Wild Ones                               | Izquierdo            |
| "Never Been Hurt"                                          | 2013 | Demi Lovato                         | Demi                                    | J. Johnson           |
| "Forget Forever"                                           | 2013 | Selena Gomez                        | Stars Dance                             | Coffee Jr.           |
| "Butterflies"                                              | 2013 | Zendaya                             | Zendaya                                 | J. Johnson           |
| "Heaven Lost an Angel"                                     | 2013 | Zendaya                             | Zendaya                                 | Coffee Jr.           |
| "Only When You're Close"                                   | 2013 | Zendaya                             | Zendaya                                 | Coffee Jr.           |
| "Leave My Heart Out of This"                               | 2013 | Fifth Harmony                       | Better Together                         | J. Johnson           |
| "One Wish"                                                 | 2013 | Fifth Harmony                       | Better Together                         | Coffee Jr.           |
| "On My Way"                                                | 2014 | Lea Michele                         | Louder                                  | Coffee Jr.           |
| "Sexercise"                                                | 2014 | Kylie Minogue                       | Kiss Me Once                            | Coffee Jr.           |
| "Champagne"                                                | 2014 | Ferras                              | Ferras                                  | Producción solamente |
| "It Was Always You"                                        | 2014 | Maroon 5                            | V                                       | J. Johnson           |
| "Coming Back for You"                                      | 2014 | Maroon 5                            | V                                       | J. Johnson           |
| "Already Gone"                                             | 2014 | Boyz II Men                         | Collide                                 | Coffee Jr.           |
| "Contigo Quiero Estar"                                     | 2014 | Thalía                              | Amore Mio                               | Coffee Jr.           |
| "Fun" (featuring Chris Brown)                              | 2015 | Pitbull                             | Globalization                           | Coffee Jr.           |
| "Do What You Like"                                         | 2015 | Taio Cruz                           |                                         | S. Johnson           |
| "Pray"                                                     | 2015 | Bebe Rexha                          | I Don't Wanna Grow Up                   | Izquierdo            |
| "I Can't Stop Drinking About You"                          | 2015 | Bebe Rexha                          | I Don't Wanna Grow Up                   | J. Johnson           |
| "Cheyenne"                                                 | 2015 | Jason Derulo                        | Everything Is 4                         | S. Johnson           |
| "Levels"                                                   | 2015 | Nick Jonas                          | Nick Jonas X2                           | J. Johnson           |
| "Lipstick" (featuring Tyga)                                | 2015 | Isac Elliott                        | Faith                                   | J. Johnson           |
| "Dirty Work"                                               | 2015 | Austin Mahone                       | Dirty Work – The Album                  | Izquierdo            |
| "Body on Me" (featuring Chris Brown)                       | 2015 | Rita Ora                            |                                         | J. Johnson           |
| "El mismo sol" (featuring Jennifer Lopez)                  | 2015 | Alvaro Soler                        | Eterno Agosto                           | Producción solamente |
| "Hey Everybody!"                                           | 2015 | 5 Seconds of Summer                 | Sounds Good Feels Good                  | Coffee Jr.           |
| "Castaway"                                                 | 2015 | 5 Seconds of Summer                 | Sounds Good Feels Good                  | Coffee Jr.           |
| "Heart Drop"                                               | 2015 | Inna                                | Inna                                    | Coffee Jr.           |
| "Fine by Me"                                               | 2015 | Chris Brown                         | Royalty                                 | Producción solamente |
| "If It Ain't Love"                                         | 2016 | Jason Derulo                        |                                         | J. Johnson           |
| "Thank You"                                                | 2016 | Meghan Trainor                      | Thank You                               | J. Johnson           |
| "Great Escape"                                             | 2016 | Tini                                | Tini                                    | J. Johnson           |
| "Love Make the World Go Round"                             | 2016 | Jennifer Lopez y Lin-Manuel Miranda |                                         | J. Johnson           |
| "I Lied"                                                   | 2016 | Fifth Harmony                       | 7/27                                    | Izquierdo            |
| "Voicemail"                                                | 2016 | Fifth Harmony                       | 7/27                                    | J. Johnson           |
| "Someday" (featuring Meghan Trainor)                       | 2016 | Michael Bublé                       | Nobody but Me                           | Producción solamente |
| "I Would Like"                                             | 2016 | Zara Larsson                        | So Good                                 | Izquierdo            |
| "Educate Ya" (featuring Jason Derulo)                      | 2017 | Pitbull                             | Climate Change                          | J. Johnson           |
| "I'm a Lady"                                               | 2017 | Meghan Trainor                      |                                         | Producción solamente |
| "Pretend You're Missing Me"                                | 2017 | Betty Who                           | The Valley                              | J. Johnson           |
| "Remember I Told You" (featuring Anne-Marie y Mike Posner) | 2017 | Nick Jonas                          |                                         | J. Johnson           |
| "Never Let Me Let You Go"                                  | 2017 | Shawn Hook                          | My Side of Your Story                   | J. Johnson           |
| "Lonely Night"                                             | 2017 | Fifth Harmony                       | Fifth Harmony                           | J. Johnson           |
| "Lay Your Head On Me"                                      | 2017 | Juanes                              | Ferdinand                               | Izquierdo            |
| "The Middle"                                               | 2018 | Zedd, Maren Morris y Grey           |                                         | J. Johnson           |
| "HeartLess"                                                | 2018 | Madison Beer                        | As She Pleases                          | J. Johnson           |
| "Better Man"                                               | 2018 | 5 Seconds of Summer                 | Youngblood                              | J. Johnson           |
| "Sad"                                                      | 2018 | Bebe Rexha                          | Expectations                            | J. Johnson           |
| "So Real (Warriors)" (featuring Jess Glynne)               | 2018 | Too Many Zooz vs. KDA               |                                         | J. Johnson           |
| "8 Letters"                                                | 2018 | Why Don't We                        | 8 Letters                               | J. Johnson           |
| "Back Together"                                            | 2018 | Loote                               |                                         | J. Johnson           |
| "Ruin My Life"                                             | 2018 | Zara Larsson                        | Poster Girl                             | J. Johnson           |
| "We're Not Friends"                                        | 2018 | Jacob Sartorius                     | Better with You                         | Izquierdo            |
| "Mona Lisa"                                                | 2018 | Sabrina Carpenter                   | Singular: Act I                         | J. Johnson           |
| "Do With It"                                               | 2019 | Betty Who                           | Betty                                   | S. Johnson           |
| "Ugly"                                                     | 2019 | Anitta                              | UglyDolls                               | J. Johnson           |
| "Nostalgic"                                                | 2019 | A R I Z O N A                       | Asylum                                  | J. Johnson           |
| "Hate Me"                                                  | 2019 | Ellie Goulding y Juice Wrld         |                                         | J. Johnson           |
| "Hurt for Long"                                            | 2019 | In Real Life                        | She Do                                  | Izquierdo            |
| "Queen of the Night"                                       | 2019 | Hey Violet                          |                                         | J. Johnson           |
| "In Your Arms" (featuring X Ambassadors)                   | 2019 | Illenium                            | Ascend                                  | Izquierdo            |
| "Not 20 Anymore"                                           | 2019 | Bebe Rexha                          |                                         | J. Johnson           |
| "Doing to Me"                                              | 2019 | Astrid S                            | Doing to Me                             | J. Johnson           |
| "Graveyard"                                                | 2019 | Halsey                              | Manic                                   | J. Johnson           |
| "What Do I Do?"                                            | 2019 | Georgia Ku                          | REAL                                    | J. Johnson           |
| "Slow Dance" (featuring Ava Max)                           | 2019 | AJ Mitchell                         | SKYVIEW                                 | J. Johnson           |
| "Do It to Myself"                                          | 2019 | Nova Miller                         | The Phases                              | Producción solamente |
| "Shameless"                                                | 2019 | Camila Cabello                      | Romance                                 | J. Johnson           |
| "Liar"                                                     | 2019 | Camila Cabello                      | Romance                                 | J. Johnson           |
| "Bad Kind of Butterflies"                                  | 2019 | Camila Cabello                      | Romance                                 | J. Johnson           |
| "Remember"                                                 | 2019 | Liam Payne                          | LP1                                     | J. Johnson           |
| "Hips Don't Lie"                                           | 2019 | Liam Payne                          | LP1                                     | Izquierdo            |
| "Down"                                                     | 2019 | Liam Payne                          | LP1                                     | J. Johnson           |
| "Vulnerable"                                               | 2020 | Selena Gomez                        | Rare                                    | J. Johnson           |
| "For Your Love"                                            | 2020 | Gunnar                              | old shit                                | J. Johnson           |
| "Lonely Eyes"                                              | 2020 | Lauv                                | How I'm Feeling                         | J. Johnson           |
| "Billy"                                                    | 2020 | Lauv                                | How I'm Feeling                         | J. Johnson           |
| "Tell My Mama"                                             | 2020 | Lauv                                | How I'm Feeling                         | J. Johnson           |
| "Invisible Things"                                         | 2020 | Lauv                                | How I'm Feeling                         | J. Johnson           |
| "Break My Heart"                                           | 2020 | Dua Lipa                            | Future Nostalgia                        | J. Johnson           |
| "Worse"                                                    | 2020 | New Hope Club                       |                                         | J. Johnson           |
| "Daisies"                                                  | 2020 | Katy Perry                          | Smile                                   | J. Johnson           |
| "Exhale" (featuring Sia)                                   | 2020 | Kenzie                              |                                         | Lomax                |
| "Play W/ Me"                                               | 2020 | Bailey Bryan                        | Fresh Start                             | J. Johnson           |
| "Funny"                                                    | 2020 | Zedd y Jasmine Thompson             |                                         | J. Johnson           |
| "Difficult"                                                | 2020 | Amy Allen                           |                                         | J. Johnson           |
| "Prisoner" (featuring Dua Lipa)                            | 2020 | Miley Cyrus                         | Plastic Hearts                          | J. Johnson           |
| "Things Are Different"                                     | 2021 | Picture This                        | Life In Colour                          | J. Johnson           |
| "Overdrive"                                                | 2021 | Conan Gray                          | Superache                               | J. Johnson           |
| "Selfish" (featuring Jonas Brothers)                       | 2021 | Nick Jonas                          | Spaceman                                | J. Johnson           |
| "As I Am"                                                  | 2021 | Justin Bieber                       | Justice                                 | J. Johnson           |
| "Ghost"                                                    | 2021 | Justin Bieber                       | Justice                                 | J. Johnson           |
| "Love You Different"                                       | 2021 | Justin Bieber                       | Justice                                 | Izquierdo            |
| "Anyone"                                                   | 2021 | Justin Bieber                       | Justice                                 | Izquierdo            |
| "Name" (featuring Tori Kelly)                              | 2021 | Justin Bieber                       | Justice                                 | J. Johnson           |
| "All Your Exes"                                            | 2021 | Julia Michaels                      | Not in Chronological Order              | J. Johnson           |
| "Love Is Weird"                                            | 2021 | Julia Michaels                      | Not in Chronological Order              | J. Johnson           |
| "Pessimist"                                                | 2021 | Julia Michaels                      | Not in Chronological Order              | J. Johnson           |
| "Little Did I Know"                                        | 2021 | Julia Michaels                      | Not in Chronological Order              | Producción solamente |
| "Lie Like This"                                            | 2021 | Julia Michaels                      | Not in Chronological Order              | J. Johnson           |
| "Wrapped Around"                                           | 2021 | Julia Michaels                      | Not in Chronological Order              | J. Johnson           |
| "Undertone"                                                | 2021 | Julia Michaels                      | Not in Chronological Order              | J. Johnson           |
| "That's the Kind of Woman"                                 | 2021 | Julia Michaels                      | Not in Chronological Order              | J. Johnson           |
| "Electric"                                                 | 2021 | Katy Perry                          | Pokémon 25: The Album                   | J. Johnson           |
| "Remember This"                                            | 2021 | Jonas Brothers                      |                                         | J. Johnson           |
| "Lost"                                                     | 2021 | Maroon 5                            | Jordi                                   | Izquierdo            |
| "Nobody's Love"                                            | 2021 | Maroon 5                            | Jordi                                   | J. Johnson           |
| "Memories"                                                 | 2021 | Maroon 5                            | Jordi                                   | J. Johnson           |
| "Mercy"                                                    | 2021 | Jonas Brothers                      | Space Jam: A New Legacy                 | J. Johnson           |
| "I Wanna Love You But I Don't"                             | 2021 | Ben Platt                           | Reverie                                 | J. Johnson           |
| "Imagine"                                                  | 2021 | Ben Platt                           | Reverie                                 | Izquierdo            |
| "Chasing Stars"                                            | 2021 | Alesso y Marshmello                 |                                         | Izquierdo            |
| "Out of Focus"                                             | 2021 | Urban Cone                          | West Coast                              | J. Johnson           |
| "Marry Me"                                                 | 2022 | Jennifer Lopez y Maluma             | Marry Me                                | J. Johnson           |
| "Wild Dreams"                                              | 2022 | Burna Boy                           | Love, Damini                            | J. Johnson           |
| "Birthday Girl"                                            | 2022 | Lizzo                               | Special                                 | J. Johnson           |
| "In the Kitchen"                                           | 2022 | Reneé Rapp                          | Everything to Everyone                  | J. Johnson           |
| "All She Wanna Do"                                         | 2022 | John Legend                         | Legend                                  | J. Johnson           |
| "Somebody"                                                 | 2022 | Sam Ryder                           | There's Nothing but Space, Man!         | Coffee Jr.           |
| "Mind Games"                                               | 2022 | 88rising y Milli                    |                                         | J. Johnson           |
| "My Mind & Me"                                             | 2022 | Selena Gomez                        |                                         | J. Johnson           |
| "That's What I Get"                                        | 2023 | charlieonnafriday                   |                                         | J. Johnson           |
| "Gone"                                                     | 2023 | Noa Kirel                           |                                         | J. Johnson           |
| "Miracle"                                                  | 2023 | Jonas Brothers                      | The Album                               | Izquierdo            |
| "Montana Sky"                                              | 2023 | Jonas Brothers                      | The Album                               | J. Johnson           |
| "Wings"                                                    | 2023 | Jonas Brothers                      | The Album                               | J. Johnson           |
| "Sail Away"                                                | 2023 | Jonas Brothers                      | The Album                               | J. Johnson           |
| "Americana"                                                | 2023 | Jonas Brothers                      | The Album                               | Izquierdo            |
| "Celebrate"                                                | 2023 | Jonas Brothers                      | The Album                               | Izquierdo            |
| "Vacation Eyes"                                            | 2023 | Jonas Brothers                      | The Album                               | Producción solamente |
| "Summer Baby"                                              | 2023 | Jonas Brothers                      | The Album                               | J. Johnson           |
| "Little Bird"                                              | 2023 | Jonas Brothers                      | The Album                               | J. Johnson           |
| "Minute"                                                   | 2023 | Kim Petras                          | Feed the Beast                          | J. Johnson           |
| "Tiziana"                                                  | 2023 | Glaive                              | I Care So Much That I Don't Care at All | J. Johnson           |
| "Love Like This"                                           | 2023 | Zayn                                |                                         | J. Johnson           |
| "Jeans"                                                    | 2023 | Jessie Reyez                        |                                         | J. Johnson           |
| "Not Done Yet"                                             | 2023 | Quavo                               | Rocket Power                            | Izquierdo            |
| "Raindance" (featuring Native Soul)                        | 2023 | Jon Batiste                         | World Music Radio                       | J. Johnson           |
| "Holy Moly"                                                | 2023 | Ive                                 | I've Mine                               | Clarence Coffee Jr   |
| "Love On"                                                  | 2024 | Selena Gomez                        |                                         | J. Johnson           |